# 唐·瓦伦丁
唐納德·托馬斯·「唐」·瓦伦丁（英語：Donald Thomas "Don" Valentine，1932年6月26日—2019年10月25日 ），美国风险投资家，被誉为硅谷风险投资教父。美国加州山景城的计算机历史博物馆给他的评语是“在一些诸如半导体，个人电脑，个人电脑软件，数字娱乐和网络的领域起到了关键性的作用。”

## 生平
唐·瓦伦丁从福坦莫大学毕业后开始职业生涯，成为一名销售工程师。先后在飞兆半导体公司和美国国家半导体工作。1972年创建红杉资本，他投资过众多科技企业，包括苹果公司, Atari, C-Cube, Cisco, Electronic Arts, 凌力尔特, LSI Logic, Microchip Technology, NetApp, Oracle, PMC-Sierra等。